# Alhóndiga La Unión
Alhóndiga La Unión, S.A. es una empresa alimentaria de la provincia de Almería, España, dedicada a la producción, comercialización y distribución de frutas y hortalizas, con sede en el polígono industrial “La Redonda” de El Ejido. Productos principales: pepino, pimiento, calabacín, berenjena, tomate, melón, sandía, judías, aguacate, mango, chirimoya, papaya, pitahaya y níspero con cerca de 400.000.000 kg. comercializados en 2020, englobando los productos de más de 2.500 agricultores.

## Historia
La Unión se funda en 1993 con unas instalaciones iniciales de unos 10 000 m². En 1999 adquiere la empresa Mercados del Poniente. La empresa posee un laboratorio de Cromatografía, creado en el año 2000. En 2006 se abre el primer centro en la provincia de Granada. Compra su primera explotación agraria en 2008. En 2020 adquiere la totalidad de Taramay Corp., empresa con sede en Almuñécar especializada en producción, importación, comercialización y distribución de frutas tropicales. En 2021 se inicia la actividad del centro de Cuatro Higueras, en Adra, dedicado exclusivamente a la producción y comercialización de frutas y verduras congeladas.
La empresa posee las certificaciones de calidad de Global Gap EurepGAP e International Food Standars (IFS) desde 2005. En 2008 obtiene el certificado de calidad de Producción integrada de la Junta de Andalucía para unas 950 has. Posee un laboratorio de salud pública autorizado por la Consejería de Salud de la Junta de Andalucía desde junio de 2010.

### Centros

#### Sede
- Polígono La Redonda, El Ejido (Almería)

#### Centros de manipulado
- El Ejido (3 centros)
- La Mojonera
- Adra (2 centros)
- Almuñécar

#### Puntos de recogida
- Tierras de Almería (Almería)
- Carchuna (Granada)
- Campohermoso, Níjar (Almería)
- Cuatro Vientos, El Ejido
- Puente del Río, Adra (Almería)
- Ctra. Guardias Viejas, El Ejido
- Costa Rubite, Castillo de Baños de Abajo (Granada)
- Ctra. Pampanico, El Ejido
- Carchuna (Ctra. Almería, km 12 (Calahonda))